# Селиште (Благоєвградська область)
Се́лиште (болг. Селище) — село в Благоєвградській області Болгарії. Входить до складу общини Благоєвград.

## Населення
За даними перепису населення 2011 року у селі проживали 292 особи.
Національний склад населення села:
| Національність   | Кількість осіб | Відсоток |
| ---------------- | -------------- | -------- |
| болгари          | 283            | 98,6%    |
| турки            | 0              | 0%       |
| інша             | 3              | 1,0%     |
| Всього відповіли | 287            |          |

Розподіл населення за віком у 2011 році:
Динаміка населення: